# Rivière la Trêve
Rivière la Trêve är ett vattendrag i Kanada.   Det ligger i provinsen Québec, i den östra delen av landet, 500 km norr om huvudstaden Ottawa.
I omgivningarna runt Rivière la Trêve växer i huvudsak blandskog. Trakten runt Rivière la Trêve är nära nog obefolkad, med mindre än två invånare per kvadratkilometer.